# CTLA-4
CTLA-4, acrónimo del inglés Cytotoxic T-Lymphocyte Antigen 4 (antígeno 4 del linfocito T citotóxico) es un receptor proteico situado en la membrana celular de los línfocitos T, una de las principales células encargadas de la inmunidad.
La función del linfocito T, se ve inhibida por la estimulación del receptor CTLA-4.  Existe un gran interés en la comunidad científica por la función que desempeña este receptor, se han desarrollado fármacos que lo bloquean, estimulan por tanto la función de los linfocitos T, y son útiles en el tratamiento de algunos tipos de cáncer, como el melanoma. El primer fármaco aprobado que actúa por este mecanismo es el ipilimumab, anticuerpo monoclonal dirigido contra el receptor CTLA-4 que obtuvo el visto bueno de la FDA de Estados Unidos en el año 2011.

## Función del CTLA-4
El desarrollo de la respuesta inmune permite al organismo destruir los agentes infecciosos que pueden atacarlo, como virus y bacterias, también facilita la aniquilación de las células tumorales que presentan antígenos no reconocidos como propios. Existen diversos mecanismos reguladores que modulan la función inmunitaria, estimulando o inhibiendo la actividad de los linfocitos T. El receptor CTLA-4, es la principal molécula inhibidora, y su estimulación frena la actividad de los linfocitos T, disminuyendo su función, frenando su proceso de proliferación y provocando su muerte.
CTLA-4 no es una molécula constitutiva y funciona compitiendo con la molécula coestimulatoria CD28 para unirse (con mayor afinidad) a CD80/86, impidiendo la señal de activación al linfocito T.

## Terminología
El CTLA-4 también se conoce como cúmulo de diferenciación 152 o CD152, del inglés cluster of differentiation 152.